# Roy Krishna
Roy Krishna (født 20. august 1987) er en professionel fodboldspiller fra Fiji, som spiller for den australske fodboldklub Wellington Phoenix FC. Wellington Phoenix er oprindelig fra New Zealand, men spiller i den bedste række i Australiens A-League. Han har tidligere spillet for Waitakere United og Auckland City FC. Som ung spillede Roy Krishna for Labasa FC på Fiji.